# ماكس لوي
ماكس لوي (بالإنجليزية: Max Lowe)‏ هو لاعب كرة قدم بريطاني، ولد في 11 مايو 1997 في South Normanton ‏ في المملكة المتحدة. لعب مع شروزبري تاون.

## وصلات خارجية
- ماكس لوي على موقع الاتحاد الأوربي (الإنجليزية)
- ماكس لوي على موقع قاعدة بيانات كرة القدم.إي يو (الإنجليزية)
- ماكس لوي على موقع Soccerbase.com (لاعب) (الإنجليزية)
- ماكس لوي على موقع Soccerway.com (الإنجليزية)
- ماكس لوي على موقع عالم كرة القدم.نت (الإنجليزية)